# اوان ساینفلد
اوان ساینفلد (انگلیسی: Evan Seinfeld؛ زاده ۲۹ دسامبر ۱۹۶۷) هنرپیشه، موسیقی‌دان، کارگردان، عکاس، نویسنده و بازیگر پورنوگرافی پیشین اهل ایالات متحده آمریکا است.